# Лафајет (округ Ален, Охајо)
Лафајет (енгл. Lafayette, Allen County) град је у америчкој савезној држави Охајо.

## Демографија
По попису из 2010. године број становника је 445, што је 141 (46,4%) становника више него 2000. године.
| Група             | 2000.       | 2010.       |
| Белци             | 302 (99,3%) | 431 (96,9%) |
| Афроамериканци    | 2 (0,7%)    | 0 (0,0%)    |
| Азијати           | 0 (0,0%)    | 6 (1,3%)    |
| Хиспаноамериканци | 0 (0,0%)    | 5 (1,1%)    |
| Укупно            | 304         | 445         |